# Eurytmie
Eurytmie (z řečtiny, eu = dobře, krásně, rythmos = pravidelný rytmus), vykládána jako viditelná řeč nebo viditelný zpěv, je druhem pohybového umění. Často bývá eurytmie připodobňována k tanci. Jedním z hlavních argumentů proti tomuto připodobnění je tvrzení antroposofické společnosti, že tanec tělo vyčerpává a opotřebovává, zatímco eurytmie tělo omlazuje a regeneruje. Rozdílem mezi tancem a eurytmií se zabývá i Frans Carlgren, který poukazuje na to, že eurytmie na rozdíl od tance rozvíjí vůli člověka. 

Eurytmie se nejprve vyvíjela čistě jako jevištní umění, až později od roku 1919 se stala součástí i waldorfské pedagogiky jako protiklad klasické tělovýchovy. Zatímco klasický tělocvik se orientuje na podávání výkonů při pohybu a staví na přirozené soutěživosti, eurytmie jako druh umění rozvíjí fantazii, empatii a vůli žáků. Podle Angeliky Storch, lektorky eurytmie ve waldorfských školách v Německu, tkví důležitost eurytmie právě v rozvíjení vůle a duševních kvalit žáků a oproštění od materiálna. Zjednodušeně by se její názor dal vysvětlit tím způsobem, že eurytmie nepřináší prakticky nic člověku, který ji provádí. Eurytmie nemá za úkol produkovat hmotné výrobky, ale naopak rozvíjí a podporuje duševní kvality a vůli. 

Eurytmické pohyby jsou odvozené z pohybových forem, které vypracoval Rudolf Steiner na základě podstaty řeči a hudby, proto je eurytmie nazývána viditelná řeč – viditelný zpěv. Každá jednotlivá pohybová forma znázorňuje některou ze souhlásek, samohlásek nebo tón. Zatímco samohlásky vyjadřují vnitřní zážitky, pocity a nálady, souhlásky reagují na události ve vnějším světě. Nejčastěji se v eurytmii uplatňují pohyby rukou a paží, které doplňují pohyby ostatních orgánů – při eurytmii se tedy k vyjádření využívá celého lidského organismu.

## Historie
Eurytmie byla formulována v roce 1911, kdy vdova přivedla svou dceru, Lory Smitsovou, která se zajímala o tanec, k rakouskému filozofovi Rudolfu Steinerovi. Kvůli smrti dívčina otce bylo nutné najít pro Lory kariéru. Steiner navrhl, aby dívka začala pracovat na novém umění pohybu. Ta tak začala studovat anatomii, aby mohla zkoumat lidský pohyb obsažený v řeckém sochařství a tanci a hledala pohyby, které by vyjadřovaly zvuky řeči.
V těchto letech psal Steiner nová dramata pro vystoupení na Anthroposophical Society's summer gatherings a začátkem roku 1912 do těchto představení započal vkládat nová umění pohybu. Když se společnost rozhodla vybudovat nové umělecké centrum ve Švýcarsku, v Dornachu (později Goetheanum), vznikla malá divadelní skupinka, která nabízela každý týden představení rozvíjejícího se typu umění. Zodpovědná za řízení a školení tohoto souboru byla Marie Steiner-von Siversová, Steinerova manželka. Tento první soubor eurytmie v roce 1919 vyjel na turné do Švýcarska, Německa a Nizozemska.
V roce 1924 udělal Steiner dva intenzivní semináře eurytmie, přepisy jeho řeči během těchto seminářů byly publikovány.
Soubory eurytmie ve Stuttgartu, Německu a v Goetheanum se brzy staly součástí kulturního života Evropy. Stuttgartský trénink a soubor vedený Else Klinkovou musel v období nacismu ukončit činnost, krátce po skončení druhé světové války však začal znovu pracovat.

## Druhy eurytmie
Svobodová a Jůva (1996) rozdělují eurytmii na tři druhy – uměleckou, pedagogickou a léčebnou. Uměleckou eurytmii, kterou vytvořil Rudolf Steiner pro nadanou tanečnici Loru Smithovou, představují dramatická díla, vyprávění, hudební skladby a orchestrální díla. Pedagogická eurytmie vychází z umělecké, žák se pomocí ní učí pohybovat a orientovat v prostoru a snaží se pohyby těla vyjádřit svou duši. Léčebná eurytmie, využívána jako pohybová terapie, je oproti dvěma předchozím typům pozměněna k působení dovnitř a mohou ji vykonávat pouze speciálně vyškolení eurytmisté ve spolupráci s lékaři.
Podstatou léčebné eurytmie jsou pohyby tradičně odpovídající hláskám a tónům, které zároveň souvisejí s pohyby probíhajícími v embryonálním vývoji člověka, v době raného dětství, ale i fyziologickým procesům probíhajícím v těle dospělého člověka. Léčebná eurytmie se využívá při onemocnění pohybového aparátu člověka, srdce a celého krevního oběhu, nervové soustavy nebo i při dětských vývojových poruchách. Nejčastěji se uplatňuje na klinikách, v sanatoriích, domovech pro seniory a v léčebně-pedagogických zařízeních.

## Eurytmie ve waldorfských školách
„Eurytmická práce na waldorfské škole zahrnuje široký rejstřík, od nejjednodušších rytmů a cvičení s tyčí v prvním roce až po náročná vystoupení na školním jevišti s lyrickým, dramatickým a hudebním představením.“ (Carlgren, 1991, str. 79) Jako všemu i eurytmii se žáci učí postupně, nejprve si osvojují a učí se vyjádřit jednotlivé samohlásky, souhlásky a tóny. Poté ve vyšších ročnících objevují možnosti vlastního uměleckého tvoření a eurytmicky ztvárňují celé písně či příběhy.
Eurytmie ovlivňuje lidskou duši, tělo i mysl. Jednotlivé pohyby od žáků vyžadují naprosté soustředění, vzájemnou spolupráci a toleranci. Nejčastěji se na waldorfských školách uplatňuje eurytmie ve skupinové formě, což znamená, že neovlivňuje pouze duševní procesy a celkovou harmonii člověka, ale i sociální vztahy. Značný vliv eurytmie na vztahy mezi žáky dokazují výpovědi jednotlivých žáků zveřejněné v časopise Člověk a výchova (2010, číslo 1, str. 16–17). Při eurytmických pohybech je podstatná vzájemná sladěnost členů skupiny, jejím cvičením žáci posilují vnímání sebe sama a vnímání ostatních, slouží také k hlubšímu vzájemnému porozumění žáků. Žáci vnímají eurytmii jako přínosnou i v rozvíjení prostorové představivosti, hudebních a pohybových schopnostech, cvičení paměti nebo zvyšování soustředěnosti v jiných předmětech, protože eurytmie je pro mnohé z nich příjemným oddychem a nabráním nových sil k dalšímu učení.